# يفون بيرتن
يفون بيرتن (بالفرنسية: Yvon Bertin)‏ هو دراج فرنسي، ولد في 9 أبريل 1953 في نانت في فرنسا.

## وصلات خارجية
- يفون بيرتن على موقع أرشيف الدراجات (الإنجليزية)
- يفون بيرتن على موقع إحصائيات الدراجات الإحترافية (الإنجليزية)
- يفون بيرتن على موقع CycleBase (الإنجليزية)